# جان فورسایت
جان فورسایت (به انگلیسی: John Forsyth) سناتور سابق عضو حزب دموکرات ایالات متحده آمریکا بود. وی در سال ۱۸۱۸ تا ۱۸۱۹ و ۱۸۲۹ تا ۱۸۳۴ میلادی سناتور ایالت جورجیا در سنای ایالات متحده آمریکا بود.